# Lycisch
Het Lykisch of Lycisch was de taal van de oude Lyciërs in Lycië. Van deze taal zijn slechts twee inscripties bewaard gebleven van meer dan een paar woorden. Het Lycisch werd gesproken in het gebied tussen de huidige steden Antalya en Fethiye in het zuiden van Turkije. De taal is vermoedelijk uitgestorven toen het Oudgrieks in de 1e eeuw v.Chr. hier als officiële taal werd ingevoerd. In Egyptische bronnen worden de Lyciërs Lukka genoemd en tot de Zeevolken gerekend.
Het Lycisch behoorde tot de Anatolische talen en was het meest verwant aan het Luwisch. Mogelijk stamt het hier zelfs rechtstreeks van af. Vanaf de 5e eeuw v.Chr. werd het Lycisch opgeschreven, vermoedelijk in een variant op het Griekse alfabet. Reeds in de 4e eeuw v.Chr. kreeg de Griekse cultuur steeds meer invloed op de Lyciërs. De geschreven periode van het Lycisch bedraagt hierdoor minder dan twee eeuwen, waardoor er over het Lycische schrift te weinig en over de fonetiek van deze taal vrijwel niets bekend is. De enige overgebleven teksten van enige lengte zijn de in 1974 ontdekte Trilingue van Xanthos uit 337 v.Chr. en de Stele van Xanthos uit 400 v.Chr. Andere bronnen zijn namen van personen en plaatsen, ca. 150 inscripties op graven, ca. 20 votiefteksten en ongeveer 100 inscripties op munten.